# Les Menus
Les Menus é uma comuna francesa na região administrativa da Normandia, no departamento Orne. Estende-se por uma área de 11,8 km². Em 2010 a comuna tinha 243 habitantes (densidade: 20,6 hab./km²).